# Portar (dregător)
Portarul în Țara Românească se ocupa de hotărnicirea moșiilor, de primirea soliilor la curte. În Țara Moldovei, soliile erau primite de ușar. Portarul de Suceava, care avea și atribuții militare, a fost chiar membru al Sfatului domnesc o perioadă în timpul lui Ștefan cel Mare.

 Acest articol despre un subiect legat de  istoria României este deocamdată un ciot. Puteți ajuta Wikipedia prin completarea sa.